# Mesocalyptis morosa
Mesocalyptis morosa är en fjärilsart som beskrevs av Diakonoff 1953. Mesocalyptis morosa ingår i släktet Mesocalyptis och familjen vecklare. Inga underarter finns listade i Catalogue of Life.